# Severin Claudius Wilken Bindesbøll
Severin Claudius Wilken Bindesbøll (født 16. februar 1798, død 30. januar 1871) var en dansk biskop. Han var søn af Jens Bindesbøll, bror til Michael Gottlieb Bindesbøll og dermed onkel til Thorvald Bindesbøll.
Bindesbøll blev i 1816 student fra Roskilde Katedralskole og 1821 kandidat i teologi fra Københavns Universitet. 1824-29 var han alumnus på Borchs Kollegium. I 17 år arbejdede han som religionslærer, inden han i 1838 blev sognepræst i Nakskov og Branderslev.
I 1852 blev han viet til biskop i Aalborg. Her var han i knap 4 år, hvorefter han blev forflyttet til bispesædet i Maribo. I 1868 var han medlem af Kirkekommissionen. Ud over sin præstegerning var han kongevalgt medlem af Stænderforsamlingen i Roskilde, og 1866-1870 sad han i Landstinget.
Posthumt udkom Tanker til Eftertanke over Søn- og Festdags Evangelier.